# Nalezení
Nalezení (v anglickém originále Found) je americký televizní seriál, vysílaný stanicí NBC od roku 2023.

## Příběh
Gabi Mosleyová a její tým krizového řízení pracují na nalezení pohřešovaných lidí, o kterých se domnívají, že je systém přehlíží. Její tým jsou odborníci, kteří byli uneseni nebo znali unesené osoby. Mosleyová, která se sama jako mladá dívka stala obětí únosu, před sedmi měsíci tajně unesla svého bývalého únosce (známého jako Sir), jehož drží ho zavřeného ve svém sklepě. Využila ho, aby jí pomohl vyřešit případy, a dostal tak šanci na vykoupení.